# Enrique Ossorio
Enrique Matías Ossorio Crespo, né le 27 juin 1959 à Badajoz, est un homme politique espagnol, membre du Parti populaire (PP). Il est président de l'Assemblée de Madrid depuis 2023.
Après une carrière de fonctionnaire de la Sécurité sociale puis dans l'administration de la communauté de Madrid, il est nommé en 2001 vice-conseiller aux Finances de cette communauté autonome. En 2003, il est brièvement conseiller aux Finances dans le gouvernement d'affaires courantes d'Alberto Ruiz-Gallardón. Il redevient par la suite vice-conseiller.
En 2011, il rejoint la haute administration du ministère espagnol des Finances. Il retourne au gouvernement autonomique madrilène en 2012, comme conseiller à l'Économie et aux Finances, sous la présidence d'Ignacio González. Il est ensuite porte-parole du groupe parlementaire du Parti populaire à l'Assemblée de Madrid entre 2015 et 2019.
Il revient alors au gouvernement, en qualité de conseiller à l'Éducation, sous l'autorité d'Isabel Díaz Ayuso. Celle-ci le désigne ensuite conseiller à l'Éducation et à l'Enseignement supérieur, et porte-parole, en 2021, puis vice-président, en 2022. À la suite des élections de 2023, il devient président de l'Assemblée de Madrid.

## Vie privée
Enrique Matías Ossorio Crespo naît le 27 juin 1959 à Badajoz. Il est marié et père de quatre enfants.

## Formation et vie professionnelle
Enrique Ossorio est diplômé en droit du centre d'études universitaires San Pablo, rattaché alors à l'université complutense de Madrid.
En 1983, il passe avec succès le concours du corps supérieur des techniciens administratifs de la Sécurité sociale. Il rejoint, neuf ans plus tard, l'administration de la communauté de Madrid. Il est nommé en 1996 directeur général des Impôts de la communauté autonome, mais quitte ce poste au bout d'un an pour intégrer l'Agence nationale d'administration fiscale (AEAT). Il y reste jusqu'en 2001, puis y revient quelques mois en 2011.

## Engagement politique

### Débuts
En 2001, Enrique Ossorio est nommé vice-conseiller au département des Finances de la communauté de Madrid. Il est nommé, le 14 juin 2003, conseiller aux Finances : alors que l'élection d'un nouveau président de la communauté autonome est bloquée à la suite des élections autonomiques du 25 mai 2023, le sortant Alberto Ruiz-Gallardón est contraint de constituer, le 14 juin 2003, un gouvernement d'affaires courantes dans lequel il choisit de ne placer que des techniciens.
Après qu'un nouvel exécutif a été formé par Esperanza Aguirre, il est renommé vice-conseiller aux Finances. Il devient vice-conseiller à l'Économie en 2007, puis vice-conseiller à l'Économie et aux Finances en 2008. Parallèlement, entre 2007 et 2011, il est directeur général de la fondation Deux-Mai, Nation et Liberté, institution publique régionale créée pour organiser le bicentenaire de la guerre d'indépendance. Il rejoint l'administration centrale de l'État en décembre 2011, comme secrétaire général à la Coordination autonomique et locale au ministère des Finances et des Administrations publiques.

### Gouvernement et Assemblée de Madrid
Proche d'Antonio Beteta, Enrique Ossorio est appelé le 27 septembre 2012 au gouvernement de la communauté de Madrid par le nouveau président de la communauté autonome, Ignacio González. Il le nomme conseiller à l'Économie et aux Finances au sein de son exécutif, en remplacement de Pércival Manglano. Il présente six semaines plus tard son premier projet de loi de finances, qui prévoit une réduction des dépenses d'1,4 milliard €, soit 7,7 % de moins que pour l'année 2012.
Dans la perspective des élections autonomiques du 24 mai 2015, il est investi candidat sur la liste du Parti populaire que conduit Cristina Cifuentes. Le 6 juillet suivant, sur proposition de Cifuentes, Enrique Ossorio est désigné porte-parole du groupe parlementaire à l'Assemblée de Madrid. Il est assisté de deux porte-paroles adjointes, dont Isabel Díaz Ayuso.
Le journal El País révèle à la fin du mois d'octobre 2016 que son autre adjointe, Elena González-Moñux, se trouve en arrêt maladie depuis deux semaines, en raison d'une dépression causée par des « agressions verbales » répétées d'Enrique Ossorio. Un mois plus tard, elle dépose plainte à son encontre pour harcèlement moral devant le tribunal supérieur de justice, mais elle est classée sans suite, faute d'indices délictuels, le 12 janvier 2017.
Pour les élections du 26 mai 2019, la nouvelle cheffe de file du PP, Isabel Díaz Ayuso, le place en 11e position sur sa liste de candidats. À la suite du scrutin, Enrique Ossorio, pressenti pour revenir au gouvernement, est nommé conseiller à l'Éducation, l'un des plus gros postes de dépense de la communauté autonome, dans l'exécutif de coalition minoritaire entre le Parti populaire et Ciudadanos.

### Numéro deux d'Isabel Díaz Ayuso
À la suite de la rupture qu'elle a orchestrée le 10 mars 2021 entre le Parti populaire et Ciudadanos, Isabel Díaz Ayuso convoque des élections anticipées pour le 4 mai 2021. Enrique Ossorio assume alors l'intérim du département de la Science, de la Recherche et de l'Innovation, du département de la Culture et du Tourisme, et des fonctions de porte-parole. Pour les élections autonomiques, il occupe la 7e place sur la liste du PP.
À la suite de sa victoire à la majorité relative lors de ce scrutin, elle constitue son deuxième gouvernement le 21 juin 2021, dans lequel Enrique Ossorio est maintenu comme conseiller à l'Éducation et porte-parole, et voit les compétences de son département élargies à l'Enseignement supérieur et à la Science. Le 15 juin 2022, celui qui mène la charge contre la politique éducative du gouvernement de gauche de Pedro Sánchez est promu par la présidente de la communauté autonome au poste de vice-président, vacant depuis la rupture avec Ciudadanos, actant son importance dans le dispositif mis en place par Isabel Díaz Ayuso depuis son accession, le mois précédent, à la présidence du Parti populaire de la communauté de Madrid (PPCM).
Il est au cœur d'une polémique en 2023, lorsque la presse révèle qu'il a bénéficié du chèque énergie de 195 € mis en place par le gouvernement espagnol pour faire face à la hausse des coûts de l'énergie, alors que son indemnité de membre du gouvernement s'élève à 100 000 € annuels. Il se justifie en arguant que le chèque est dédié aux « familles nombreuses », une définition qui correspond à la sienne, car il est père de quatre enfants. Il reçoit le soutien d'Isabel Díaz Ayuso, tandis que l'ensemble de l'opposition de gauche appelle à sa démission.

### Président de l'Assemblée de Madrid
Lors de la constitution de sa liste de candidats pour les élections autonomiques du 28 mai 2023, Isabel Díaz Ayuso place Enrique Ossorio en 3e position, juste après elle et le secrétaire général du PPCM, Alfonso Serrano.
Le 12 juin, veille de l'ouverture de la XIIIe législature, il est désigné candidat à la présidence de l'Assemblée. Après une riche carrière au sein de l'exécutif, ce poste lui offre une retraite institutionnelle tout en garantissant à Isabel Díaz Ayuso un président de l'Assemblée loyal et fin connaisseur des arcanes parlementaires. Il est effectivement élu, le 13 juin, président de l'Assemblée de Madrid par 70 voix favorables, celles du PP, contre 27 à Esther Rodríguez, de Más Madrid, et 11 à Ignacio Arias, de Vox. Le conseiller à l'Économie et aux Finances, Javier Fernández-Lasquetty, lui succède à la vice-présidence, à titre intérimaire.
Le 15 juin 2023, après avoir consulté les groupes parlementaires, il propose la candidature d'Isabel Díaz Ayuso à la présidence de la communauté autonome. Il convoque le débat d'investiture aux 21 et 22 juin. Ayant prononcé son discours de politique générale le 21 juin, elle obtient le 22 juin la confiance de l'Assemblée.